# TB-TT
Transport blindé tout-terrain
Véhicule apparaissant dans
Star Wars.
Le transport blindé tout-terrain (TB-TT) est un véhicule de guerre affilié à l'Empire galactique dans l'univers de Star Wars. TB-TT est l'adaptation en français de l'anglais AT-AT (All Terrain Armored Transport).
Fabriqué par les chantiers navals Kuat, c'est en fait l'évolution du RT-TT, un hexapode utilisé durant la guerre des clones.
Le TB-TT est principalement visible dans le film L'Empire contre-attaque lors de la bataille de Hoth où la Force Blizzard de Maximilian Veers attaque la base Echo. Il est aussi visible dans Rogue One, sur Scariff, dans sa version cargo CB-TT, dans Les derniers Jedi, lors de la bataille de Crait, aux côtés des M6-TT, ainsi que brièvement dans Le Retour du Jedi, sur la lune forestière d'Endor.

## Histoire

### Période impériale
Traqué par l'Empire galactique, le Jedi Cal Kestis se rend sur Kashyyyk. Il y prend le contrôle d'un TB-TT après avoir éliminé son équipage. Il l'utilise pour détruire un autre TB-TT et un avant poste impérial. Son véhicule est finalement détruit par un vaisseau qu'il venait d'abattre. Cal doit alors l'abandonner,.

### Réutilisation après l'Empire
Des pièces de TB-TT, notamment les jambes, sont reprises pour former une grue, utilisée sur la lune de Trask. Lorsque le Razor Crest, vaisseau de Din Djarin, s'écrase dans l'eau en tentant d'atterrir, cette grue le récupère.
Le Premier Ordre recycle le concept de TB-TT pour concevoir le M6-TT, un marcheur plus puissant. Le M6-TT ne sert pas de transporteur de troupes comme le TB-TT, mais seulement de véhicule d'assaut, étant équipé d'un turbolaser méga-calibre six, d'où son nom.

### UniversLégendes
Les TB-TT sont déjà utilisés par la République galactique du temps de la guerre des clones, contre la Confédération des systèmes indépendants. Ils participent notamment à la bataille de Jabiim, durant laquelle les séparatistes parviennent à les détruire avec des explosifs. Par la suite, le TB-TT est amélioré par l'Empire galactique, pour pallier les défauts qui rendaient ce véhicule vulnérable malgré sa puissance de feu.

## Caractéristiques
L'Empire galactique envoie les TB-TT en premier lors d'un assaut, afin d'inspirer la terreur dans les rangs ennemis, dans l'espoir d'une reddition rapide. Ils peuvent ainsi commencer à éliminer les forces ennemies et dégager un chemin pour le reste des troupes impériales, tout en leur fournissant une défense face à l'ennemi.
Le TB-TT mesure 22 m de haut. Son corps comprend un grand espace de chargement. Elle peut contenir 40 stormtroopers et 4 motojets, ainsi que diverses armes lourdes et des TS-TT,.
Pour déposer les troupes, le TB-TT plie les articulations au milieu de ses jambes, jusqu'à se retrouver à 3 m du sol. Une rampe à l'arrière peut ensuite s'ouvrir.
Le blindage d'un TB-TT résiste aux blasters, mais aussi aux canons blaster et aux explosifs. Les armes habituellement utilisées pour neutraliser les véhicules militaires n'ont aucun effet sur eux.
Un TB-TT se déplace à 60 km/h sur un terrain plat. Sa vitesse avoisine les 40 km/h sur des terrains accidentés.

### Tête
La tête peut pivoter de 90 degrés de chaque côté sur l'axe horizontal et de 30 degrés de chaque côté sur l'axe vertical. De plus, elle utilise un système de ciblage holographique pour son armement.
La tête accueille un commandant, un pilote et un artilleur. Le pilote d'un TB-TT doit être très talentueux : les commandes sont plus complexes que dans la plupart de véhicules. Il est équipé d'une combinaison spéciale qui permet d'assurer sa survie en cas de situation extrême.
Un canon laser lourd à longue portée se trouve à l'avant de la tête du marcheur. Il peut détruire des tourelles militaires par exemple. Un artilleur commande le canon, et peut le tourner pour cibler à 360 degrés. Au-dessus, des blasters à moyen portée servent à éliminer les troupes ennemies. Ils peuvent tourner indépendamment pour cibler les ennemis.
Cependant, la tête possède un point faible qui permet de venir à bout d'un TB-TT. Pour que la tête puisse pivoter, la zone qui la relie au corps est vulnérable. Le cou peut alors être attaqué d'un tir de canon laser.

## Concept et création
Selon George Lucas, le concept de TB-TT est inspiré de l'utilisation d'éléphants lors de la traversée des Alpes par Hannibal Barca lors de la deuxième guerre punique.
Pour le film L'Empire contre-attaque, des maquettes animées en animation en volume représentent les TB-TT.

## Adaptations

### Jeux vidéo
Le TB-TT apparaît dans Battlefront, sorti en 2015. Cependant, c'est le seul véhicule présent que le joueur ne peut pas contrôler. Un pilotage des TB-TT pourrait en effet nuire au scénario : les TB-TT possèdent un chemin préenregistré, se dirigeant vers le générateur de bouclier dans le mode de jeu particulier qui reproduit la bataille de Hoth.
Dans le jeu vidéo de 2019 Jedi: Fallen Order, Cal Kestis rencontre des TB-TT sur Kashyyyk,.

### Figurines
En novembre 2021, Lego annonce la mise en vente d'une représentation de TB-TT. Elle mesure 62 cm de haut, environ à l'échelle d'une figurine Lego. Le set comprend en effet neuf figurines : cinq de snowtrooper, deux de pilote, une de Maximilian Veers et une de Luke Skywalker. Elle se compose de près de 7 000 pièces.

### Parcs d'attractions
L'attraction Star Wars: Rise of the Resistance à Walt Disney World Resort, comprend notamment des reproductions de TB-TT. Ces TB-TT font partie des forces du Premier Ordre que le visiteur doit éviter, en l'occurrence en passant entre les pattes du véhicule.
Parmi les scénarios aléatoires de l'attraction Star Tours, l'Aventure Continue, que l'on rencontre dans quatre des parcs Disneyland, le visiteur peut faire la rencontre lors d'une scène de bataille de TB-TT qu'il devra, en tant que membre de la rébellion, éviter.

## Postérité
Des fans de Star Wars calculent le prix de construction d'un TB-TT, à partir du char M1 Abrams comme référence. Ils arrivent au résultat de 226,5 millions de dollars. Ce prix est équivalent à celui de deux avions de combat Rafale, selon le site Internet Tom's Guide. Le blindage coûterait 146 millions de dollars, les principaux canons 50 millions, les canons secondaires 22 millions et le système de motorisation 8,5 millions. Au coût de construction s'ajoutent le salaire de l'équipage et les prix de l'entretien et du carburant. Avec les salaires au sein de l'armée américaine, le salaire de l'équipage d'un TB-TT serait au total de 227 000 dollars annuels : 35 000 pour le pilote, 31 000 pour l'artilleur et 146 000 pour le commandant,.